# Дан Уелдън
Даниел Клайв „Дан“ Уелдън (на английски: Dan Wheldon) е английски автомобилен състезател, двукратен победител през 2005 и 2011 г. в едно от най-известните автомобилни състезания — Индианаполис 500.
Уелдън умира от нараняванията, които получава след състезателен инцидент в състезание от американските серии IRL IndyCar между няколко състезателни автомобила на пистата Лас Вегас Мотор Спидуей, на 16 октомври 2011 г., на 33-годишна възраст.

## Кратка биография
Дан е роден на 22 юни 1978 година в Ембертън, Англия. Своята състезателна кариера започва през 1987 г., със състезания по картинг, където участва до 1995 г.
През 1996 г. започва да се състезава в британските серии Formula Vauxhall Junior. Още на следващата година се включва в шампионата Formula Ford, като печели 3 победи в дебютния си сезон, а през следващата година подобрява резултата си, ставайки първи в 4 състезания и завършва на 3 място в шампионата.
През 1999 г., сблъсквайки се с финансови проблеми, Уелдън заминава за САЩ, където участва в състезания от сериите F2000 Championship Series, Atlantic Championship и IRL Indy Lights.